# Mojżesz Zylberfarb

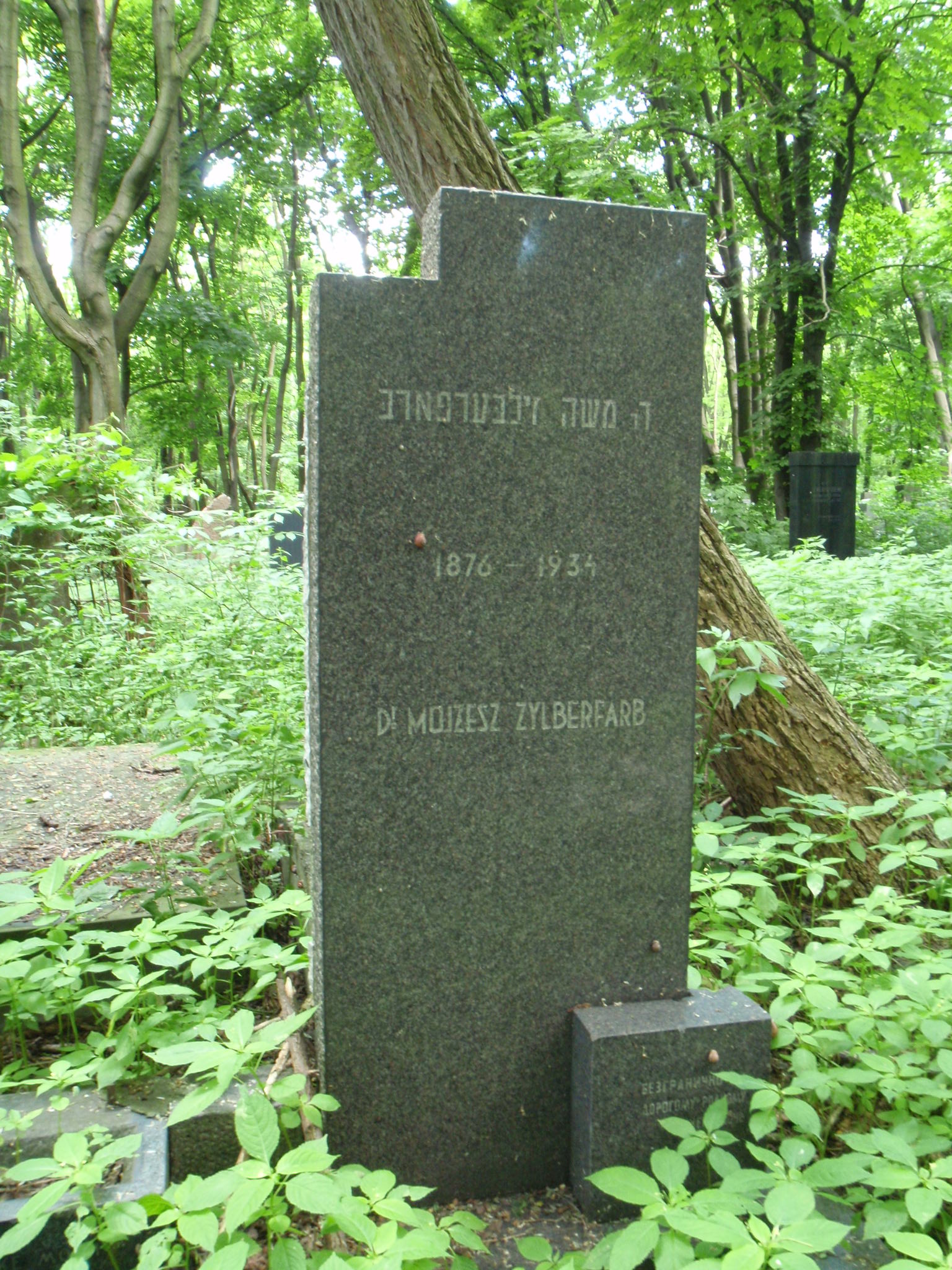
Grób Mojżesza Zylberfarba na cmentarzu żydowskim w Warszawie

Mojżesz Zylberfarb (ur. 1876 w Równem, zm. 1934 w Warszawie) – polski, rosyjski i ukraiński polityk żydowskiego pochodzenia.

## Biogram
Podjął studia prawnicze. W 1906 współzakładał Żydowską Socjalistyczną Partię Sejmowców. Był także współtwórcą jej programu politycznego. W 1917 przebywał w Kijowie, gdzie był wicesekretarzem stanu Ukraińskiej Centralnej Rady do spraw żydowskich. Przygotował projekt ustawy o Narodowo-Personalnej Autonomii Żydowskiej. Ustawa została przyjęta. W tym czasie kierował również Żydowskim Uniwersytetem Ludowym w Kijowie. 
Po zwycięstwie bolszewików przeniósł się do Polski. Był aktywnym działaczem społeczności żydowskiej. Wzorując się na rosyjskiej organizacji Towarzystwo Wspierania Rzemiosła i Rolnictwa wśród Żydów w Rosji (Общество Ремесленного Труда) powołał w 1924 Towarzystwo Szerzenia Pracy Zawodowej i Rolnej wśród Żydów.
Od 28 czerwca 1917 do 22 stycznia 1918, działając wówczas w Żydowskiej Socjalistycznej Partii Robotniczej „Zjednoczeni”, pełnił funkcję sekretarza ds. żydowskich w Sekretariacie Generalnym Ukrainy, głównej instytucji wykonawczej Ukraińskiej Republiki Ludowej. 
Jest pochowany na cmentarzu żydowskim przy ulicy Okopowej w Warszawie (kwatera 31, rząd 3).